# Hebe kirkii
Hebe kirkii é uma espécie de planta do gênero Hebe.